# 연륜연대학

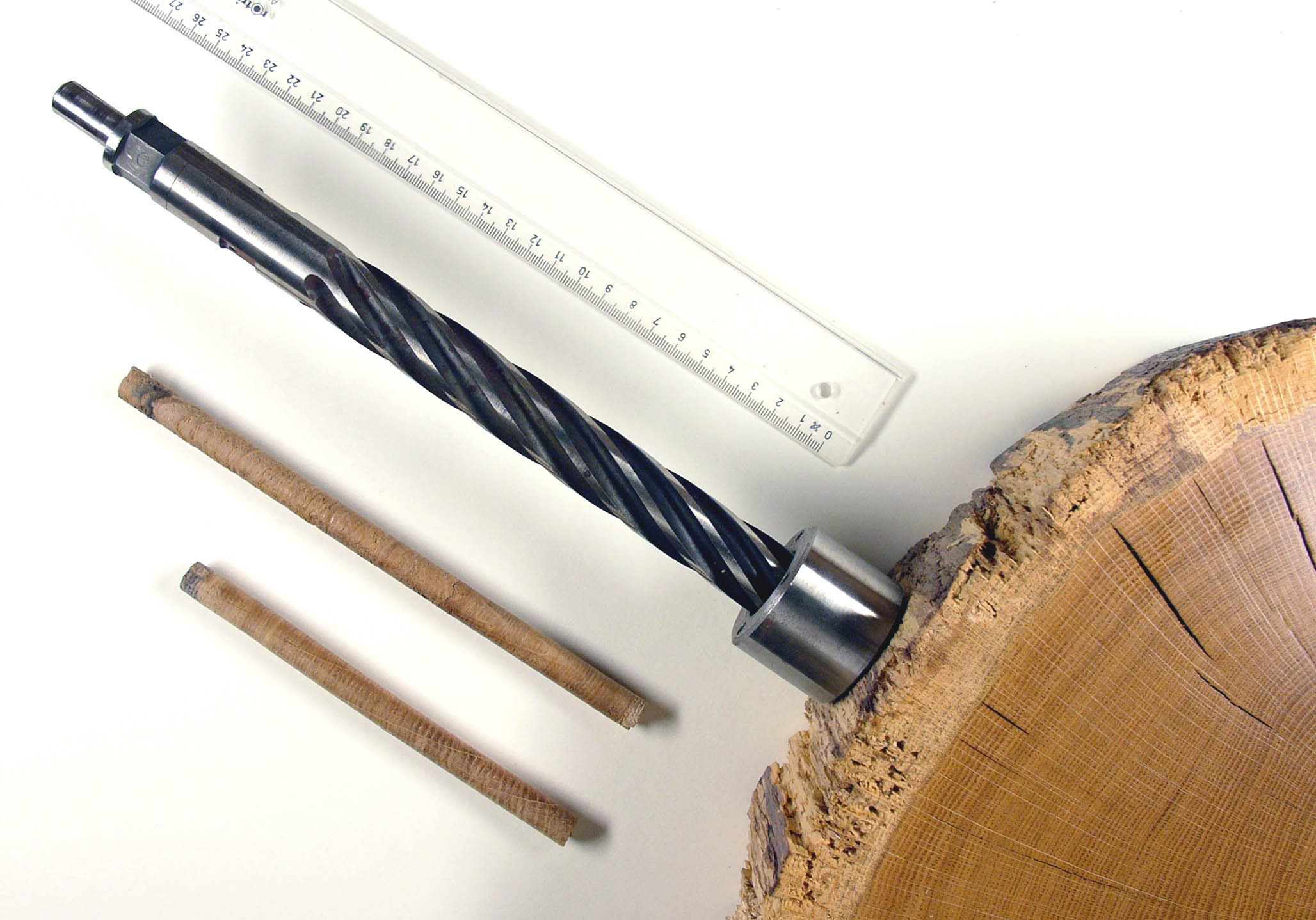
나무의 나이테를 관찰하는데 사용하는 도구들

연륜연대학(年輪年代學, Dendrochronology, tree-ring dating)은 나무의 나이테(문화어: 해돌이)를 통해 과거의 기후 변화와 자연 환경에 대해 연구하는 학문이다.
나이테의 폭과 하부구조를 통해 강수량과 계절을 이해할 수 있다. 폭이 넓은 나이테가 연속으로 보이면 비가 많이 내렸다는 뜻이고, 폭이 좁은 나이테가 연속으로 보이면 비가 적게 내렸거나 가뭄이 이어졌다는 뜻이다. 그러나 모든 나무에 나이테가 뚜렷히 나타나는 것은 아니다. 열대지방의 나무는 나이테가 선명하지 않다.

## 같이 보기
- 수목학
- 나이테